# Семечкин, Андрей Евгеньевич
Андрей Евгеньевич Семечкин (род. 1959) — специалист в области методологии системного анализа, моделирования сложных систем, член-корреспондент РАН (2006).

## Биография
Родился 21 августа 1959 года в Темиртау (Казахстан).
С 1996 по 1998 годы — член правительства Краснодарского края, руководитель службы советников губернатора Краснодарского края.
В 1999 году — защитил кандидатскую диссертацию, тема: «Организация переустройства градостроительных комплексов».
В 2002 году — защитил докторскую диссертацию, тема: «Основы системного анализа организации переустройства городских кварталов и комплексов (в условиях новых информационных технологий)».
С 2002 года — работает в Институте системного анализа (ИСА) РАН, с 2003 года — заместитель директора по науке и одновременно заведующий Лабораторией «Системный анализ и системотехника».
В 2005 году — назначен вице-президентом ОАО «Российские железные дороги».
В 2005 году — присвоено учёное звание профессора.
С 2006 года — директор Всероссийского научно-исследовательского института железнодорожного транспорта (ВНИИЖТ).
В 2006 году — избран членом-корреспондентом РАН.
Член правления ОАО «Российские железные дороги».

## Научная деятельность
Специалист в области методологии системного анализа, моделирования сложных систем, разработал различные методы описания и проектирования сложных систем.
Под его руководством разрабатываются теоретические проблемы, связанные с системными исследованиями от мировоззренческих и методологических аспектов до информационного и программного обеспечения процедур системного анализа, связанных с внедрением информационных технологий в сферу управления и стратегического планирования.
Член Учёного совета ИСА РАН, председатель Учёного совета ВНИИ железнодорожного транспорта (ВНИИЖТ), председатель редколлегии журнала «Вестник ВНИИЖТа».
Заведующий кафедрой «Системный анализ в строительстве» Московского государственного строительного университета.
Под его руководством защищены 1 докторская и 6 кандидатских диссертации.
Автор и соавтор более 70 научных работ, в том числе 5 монографий и 4 патентов.

## Награды
- Премия Правительства Российской Федерации в области науки и техники (в составе группы, за 2005 год) — за разработку и внедрение дешёвых экономичных малогабаритных квартир в кирпичных жилых домах для расселения граждан из ветхого и аварийного жилья в малых и средних городах России